# OCR-A

OCR-A

OCR-A는 1968년 컴퓨터 광학 문자 인식의 초기에 등장한 글꼴로, 최초로 컴퓨터뿐만 아니라 동시에 사람도 인식할 수 있는 글꼴이 필요할 때 사용되었었다.
OCR-A는 간단하고 두터운 획을 사용하여 인식 가능한 문자를 제공했다.
예를 들어, OCR-A의 글자는 {\displaystyle 0.254cm}의 공간을 확보하고, {\displaystyle 0.2286cm}의 공백을 인쇄시 기술적으로 허용하는 프린터의 경우, {\displaystyle 0.4572cm(0.2286cm\times 0.2286cm)}의 간격에서 글꼴이 고정 폭이다.

## 표준
OCR-A 글꼴은 ANSI(American National Standards Institute)에서 ANSI X3.17-1981로 표준화했다. X3.4이후 INCITS(International Committee for Information Technology Standards)가 작업했으며, OCR-A 표준은 현재 ISO 1073-1 : 1976이라고 불린다. OCR-A의 DIN 66008이라는 독일 표준도 있다.

## 구현

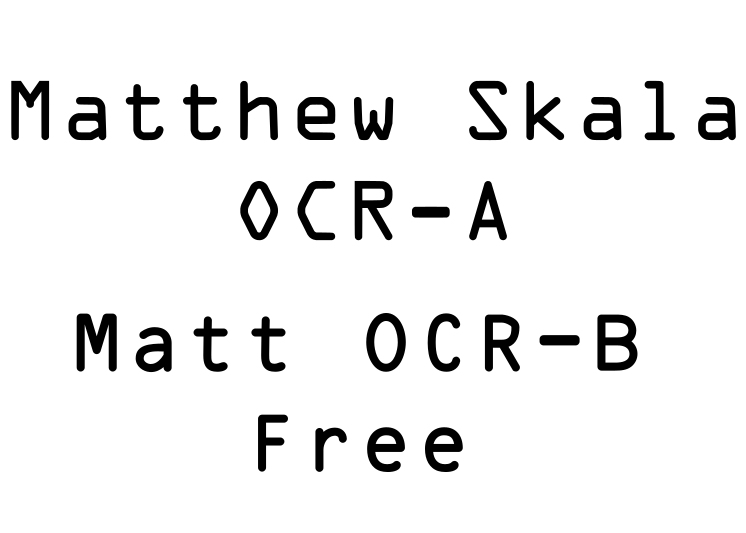
OCR글꼴

1968년 ATF(American Type Founders)는 미국 표준국(US Bureau of Standards)에서 정한 기준을 충족하는 최초의 광학 문자 인식 글꼴 중 하나인 OCR-A를 제작했다. 디자인은 간단하여 기계로 쉽게 읽을 수 있지만 육안으로 읽기는 더 어려워졌다.
금속 유형의 인쇄에서 컴퓨터 기반의 출력 조판 방식으로 바뀜에 따라 Tor Lillqvist는 메타폰트(MetaFont)를 사용하여 OCR-A 글꼴을 고안했다. 그 정의는 리처드 B. 웨일즈(Richard B. Wales)에 의해 이후에 개선되었다. 그들의 작업은 CTAN에서 확인 가능하다.
무료 버전의 글꼴을 사용자가 쉽게 이용할 수 있도록 하기 위해 존 사우터(John Sauter)는 2004년 포트레이스(potrace) 및 폰트포지(FontForge)를 사용하여 MetaFont 정의를 윈도우상에서 작동하는 트루타입(TrueType)으로 변환했다. 2007년 거칸 셍건(Gürkan Sengün)은 이 구현에서 데비안 패키지를 만들어냈다. 2008년, 뤽 데브로이(Luc Devroye)는 존 사우터(John Sauter)의 구현에서 수직 위치를 수정하고 소문자 z에 대한 작업을 완료했다.
독립적으로 매튜 스칼라(Matthew Skala)는 mftrace를 사용하여 2006년 메타폰트(Metafont) 정의를 트루타입 형식으로 변환했다. 2011년에는 메타폰트(Metafont) 정의를 다시 작성하여 중간 버전 추적 없이 직접 개요를 생성하는 새 버전을 릴리스했다. 2012년 9월 27일에 그는 구현을 버전 0.2로 업데이트했다.
매튜 스칼라(Matthew Skala)는 퍼블릭도메인으로 OCR-A, OCR-B 폰트와 소스 모두를 공개했다.
OCR-A의 이러한 무료 구현 외에도 상용 공급 업체가 판매하는 여러 구현도 있다.
광학 문자 인식 기술이 단순한 글꼴이 더 이상 필요하지 않은 시점까지 발전했지만 OCR-A 글꼴은 계속 사용되어왔다. 그것의 사용은 세계 수표의 암호화에 널리 남아 있다. 여전히 일부 지로청구 같은 전문 회사는 청구서 양식에 주요 기재사항과 관련된 문자 및 번호와 금액에 대해 철자와 숫자들을 OCR-A로 인쇄해야 한다고 주장하고 있다. 또한, 간혹 본연의 기계적인 이미지 때문에, 광고 및 디스플레이 그래픽에 사용되기도 한다.

## 유니코드
ASCII의 현재 계열은 ISO 10646으로도 알려진 유니코드이다. 유니코드는 ASCII를 포함하고 있으며 OCR 문자에 대한 특수 규정이 있으므로 OCR-A의 일부 구현은 문자 코드 할당에 대한 지침으로 유니코드를 고려해야 한다.

## 같이 보기
- 고정폭 글꼴
- OCR-B
- 오픈소스 유니코드 서체

## 참고
- (CTAN)ctan.org의 OCR-A 무료배포 메타폰트
- (Matthew Skala의 Tsukurimashou프로젝트)http://Tsukurimashou.sourceforge.jp 보관됨 2014-11-10 - 웨이백 머신 퍼블릭 도메인 OCR-A
- (Matthew Skala 비공식 미러 사이트)https://github.com/opensourcedesign/fonts/tree/master/OCRA[깨진 링크](opensourcedesign.net)